# Konfrontacja Sztuk Walki
La Konfrontacja Sztuk Walki (KSW) (en français « confrontation d'arts martiaux ») est une organisation polonaise d'arts martiaux mixtes (MMA), fondée à Varsovie en 2004. Elle est considérée comme la première organisation de MMA de Pologne et l'une des plus grandes organisations européennes.
La plupart des événements organisés se déroulent à la Halle Torwar, enceinte sportive de la capitale, et sont diffusées par la chaîne Polsat.
Le 6 avril 2024, l'organisation organisait son premier gala en France. XTB KSW 93 : Parnasse contre. Mircea a eu lieu à Paris.

## Règles
Les combats se déroulent sur un ring, avec deux rounds de 5 minutes chacun (3 rounds pour les combats de championnat). En cas d'égalité, un round supplémentaire est nécessaire.
Les coups de coude sont interdits, ainsi que les stomps (coups de pied contre un adversaire au sol).

## Champions actuels
| Catégorie      | Poids limite | Champion           | Date                                             | Défense de titre | Dernière défense |
| -------------- | ------------ | ------------------ | ------------------------------------------------ | ---------------- | --- |
| Poids lourd    | 120 kg       | Phil De Fries      | vs Michał Andryszak - 14/04/2018 (KSW 43)        | 9                | vs Karol Bedorf - 6/10/2018 (KSW 45) vs Tomasz Narkun - 23/3/2019 (KSW 47) vs Luis Henrique - 14/9/2019 (KSW 50) vs Michał Kita - 19/12/2020 (KSW 57) vs Tomasz Narkun (2) - 24/4/2021 (KSW 60) vs Darko Stošić - 26/02/2022 (KSW 67) vs Ricardo Prasel - 10/09/2022 (KSW 74) vs Todd Duffee - 25/02/2023 (KSW 79) vs Szymon Bajor - 15/07/2023 (KSW 85) |
| Poids mi-lourd | 93 kg        | Rafał Haratyk      | vs Damian Piwowarczyk - 24/2/2024 (XTB KSW Epic) | 0                | |
| Poids moyen    | 84 kg        | Paweł Pawlak       | vs Tomasz Romanowski - 3/06/2023 (XTB KSW 83)    | 1                | |
| Poids mi-moyen | 77 kg        | Adrian Bartosiński | vs Artur Szczepaniak - 22/04/2022 (XTB KSW 81)   | 2                | |
| Poids léger    | 70 kg        | Salahdine Parnasse | XTB KSW 83                                       | 1                | |
| Poids plume    | 66 kg        | Salahdine Parnasse | vs Daniel Torres - 18/12/2021 (KSW 65)           | 2                | vs Daniel Rutkowski - 19/3/2022 (KSW 68) vs Robert Ruchała - 19/8/2023 (XTB KSW 85) |
| Poids coq      | 60 kg        | Jakub Wikłacz      | vs Sebastian Przybysz - 17/12/2022 (XTB KSW 77)  | 1                | |

## Historique des titres

### Femme
| Catégorie | Poids limite | Championne            | Date                 | Défense de titre |
| --------- | ------------ | --------------------- | -------------------- | ---------------- |
| Flyweight | 57 kg        | Karolina Kowalkiewicz | 8 juin 2013 (KSW 23) | 0                |

### Poids lourds
120 kg
| Numéro | Nom                               | Événement | Date              | Défense |
| ------ | --------------------------------- | --------- | ----------------- | ------- |
| 1      | Karol Bedorf défait Pawel Nastula | KSW 24}   | 28 septembre 2013 | 0       |

#### Poids mi-lourds
93 kg
| Numéro                                                   | nom                                            | Événement | Date             | Défenses |
| -------------------------------------------------------- | ---------------------------------------------- | --------- | ---------------- | --- |
| 1                                                        | Mamed Khalidov défait Daniel Acacio            | KSW 11    | 15 mai 2009      | 1. égalité avec Ryuta Sakurai lors du KSW 13 le 7 mai 2010                                                              |
| Titre vacant après que Khalidov descend en middleweight. |                                                |           |                  | |
| 2                                                        | Rameau Thierry Sokoudjou défait Jan Błachowicz | KSW 15    | 19 mars 2011     | |
| 3                                                        | Jan Błachowicz                                 | KSW 17    | 26 novembre 2011 | 1. défait Houston Alexander lors du KSW 20 le 15 septembre 2012. 2. défait Goran Reljic lors du KSW 22 le 16 mars 2013. |

#### Poids moyens
84 kg
| Numéro                                                                 | Nom                                  | Événement | Date        | Défenses                                                                        |
| ---------------------------------------------------------------------- | ------------------------------------ | --------- | ----------- | ------------------------------------------------------------------------------- |
| 1                                                                      | Krzysztof Kułak défait Vitor Nobrega | KSW 13    | 7 mai 2010  |                                                                                 |
| Titre vacant après que Kułak soit indisponible pour cause de blessure. |                                      |           |             |                                                                                 |
| 2                                                                      | Michał Materla défait Jay Silva      | KSW 19    | 12 mai 2012 | 1. défait Rodney Wallace lors du KSW 21 2. défait Kendall Grove lors du KSW 23. |

#### Poids mi-moyens
77 kg
| Numéro | Nom                                    | Événement | Date              | Défenses                               |
| ------ | -------------------------------------- | --------- | ----------------- | -------------------------------------- |
| 1      | Aslambek Saidov défait Borys Mańkowski | KSW 21    | 1er décembre 2012 | 1. défait Daniel Acacio lors du KSW 25 |

#### Poids légers
70 kg
| Numéro | Nom                                    | Événement | Date              | Défenses |
| ------ | -------------------------------------- | --------- | ----------------- | -------- |
| 1      | Maciej Jewtuszko défait Artur Sowiński | KSW 21    | 1er décembre 2012 |          |

#### Poids mouches féminines
55 kg
| Numéro | Nom                                          | Événement | Date        | Défenses |
| ------ | -------------------------------------------- | --------- | ----------- | -------- |
| 1      | Karolina Kowalkiewicz défait Marta Chojnoska | KSW 23    | 8 juin 2013 |          |

## Liste des événements de la KSW
| - Numéro | Nom                             | Date              | Salle                   | Lieu                      |
| -------- | ------------------------------- | ----------------- | ----------------------- | ------------------------- |
| 30       | KSW 25: Khalidov vs. Sakurai    | 8 décembre 2013   | Wroclaw Centennial Hall | Wrocław, Pologne          |
| 29       | KSW 24: Clash of the Giants     | 28 septembre 2013 | Atlas Arena             | Łódź, Pologne             |
| 28       | KSW 23: Khalidov vs Manhoef     | 8 juin 2013       | Ergo Arena              | Gdańsk, Pologne           |
| 27       | KSW 22: Pride Time              | 16 mars 2013      | Hala Torwar             | Varsovie, Pologne         |
| 26       | KSW 21: Ultimate Explanation    | 1er décembre 2012 | Hala Torwar             | Varsovie, Pologne         |
| 25       | KSW 20: Fighting Symphonies     | 15 septembre 2012 | Ergo Arena              | Gdańsk, Pologne           |
| 24       | KSW 19: Pudzianowski vs. Sapp   | 12 mai 2012       | Atlas Arena             | Łódź, Pologne             |
| 23       | KSW 18: Unfinished Sympathy     | 25 février 2012   | Orlen Arena             | Plock, Pologne            |
| 22       | KSW 17: Revenge                 | 26 novembre 2011  | Atlas Arena             | Łódź, Pologne             |
| 21       | KSW 16: Khalidov vs. Lindland   | 21 mai 2011       | Ergo Arena              | Gdańsk, Pologne           |
| 20       | KSW 15: Contemporary Gladiators | 19 mars 2011      | Hala Torwar             | Varsovie, Pologne         |
| 19       | KSW Extra 2                     | 19 janvier 2011   | Hala MOSiR              | Ełk, Pologne              |
| 18       | KSW Fight Club                  | 9 octobre 2010    | Ryn Castle              | Ryn, Pologne              |
| 17       | KSW 14: Judgment Day            | 18 septembre 2010 | Atlas Arena             | Łódź, Pologne             |
| 16       | KSW 13: Kumite                  | 7 mai 2010        | Spodek                  | Katowice, Pologne         |
| 15       | KSW 12: Pudzianowski vs. Najman | 11 décembre 2009  | Hala Torwar             | Varsovie, Pologne         |
| 14       | KSW 11: Khalidov vs. Acacio     | 15 mai 2009       | Hala Torwar             | Varsovie, Pologne         |
| 13       | KSW 10: Dekalog                 | 12 décembre 2008  | Hala Torwar             | Varsovie, Pologne         |
| 12       | KSW Extra                       | 13 septembre 2008 | Hala Centrum            | Dąbrowa Górnicza, Pologne |
| 11       | KSW IX - Konfrontacja           | 9 mai 2008        | Hala Torwar             | Varsovie, Pologne         |
| 10       | KSW Elimination II              | 29 mars 2008      | Hala Stulecia           | Wroclaw, Pologne          |
| 9        | KSW VIII - Konfrontacja         | 10 novembre 2007  | Hala Torwar             | Varsovie, Pologne         |
| 8        | KSW Elimination                 | 15 septembre 2007 | Hala Orbita             | Wroclaw, Pologne          |
| 7        | KSW VII - Konfrontacja          | 2 juin 2007       | Hala Torwar             | Varsovie, Pologne         |
| 6        | KSW VI - Konfrontacja           | 14 octobre 2006   | Hala Torwar             | Varsovie, Pologne         |
| 5        | KSW V - Konfrontacja            | 3 juin 2006       | Hotel Marriott          | Varsovie, Pologne         |
| 4        | KSW IV - Konfrontacja           | 10 septembre 2005 | Hotel Marriott          | Varsovie, Pologne         |
| 3        | KSW III - Konfrontacja          | 15 janvier 2005   | Hotel Marriott          | Varsovie, Pologne         |
| 2        | KSW II - Konfrontacja           | 7 octobre 2004    | Hotel Marriott          | Varsovie, Pologne         |
| 1        | KSW I - Konfrontacja            | 27 février 2004   | Hotel Marriott          | Varsovie, Pologne         |